# Quintal da Música
Le Quintal da Música ou 5tal da Música est un pub musical situé au centre-ville de Praia au Cap-Vert,.

## Architecture
Le Quintal da Música est situé au 70A Avenida Amílcar Cabral dans la partie nord du quartier du Plateau, en face de la Rua António Pusich et au sud de la Rua António Macédo. 
C'est l'un des pubs musicaux les plus connus et les plus fréquentés du Cap-Vert.
Le bâtiment est d'architecture néoclassique coloniale, trois commerces occupent une partie du bâtiment attenant. 
Le bâtiment est d'un étage sans toit et est aujourd'hui de couleur blanche, il a une façade bleu clair à son entrée. Le nom du club est écrit en bleu. Une partie du bâtiment est couverte. Sur le côté sud du bâtiment, il y a trois musiciens (colorés en bleu), le guitariste, le saxophoniste et le batteur et porte les noms des plus grands chanteurs et artistes capverdiens ainsi que de grands noms parmi lesquels des écrivains comme Toni Lima, Cesária Évora, Janinho Évora, Bana, Biloca, Kaká Barbosa, Katchá, Nho Beta Renato Cardoso, Orlando Pantera, António Travadinha, Vadú, Fernando Quejas, Jotamont, Monica Marta, Nacia Gomi, Lela Violão, Mário de Melo, Mano Kolá, Tazinho , Mérida, Tchota, Cesário Soares et Abílio Almeida, les écrivains Ildo Lobo, Armando de Pina, Manuel de Novas (qui a également écrit des chansons) et d'autres dont Abílio Duarte et Djunga.
Parmi les bâtiments à proximité, au sud-est se trouve le musée ethnographique de Praia et au nord-est se trouve le siège du Parti africain pour l'indépendance du Cap-Vert (PAICV).

## Musique
Le club de musique diffuse de la musique capverdienne traditionnelle, notamment du batuque, du funaná et de la coladeira. Plusieurs grands musiciens capverdiens se sont produits au pub.